# Шаховський (селище)
Шаховський (рос. Шаховский) — селище в Мосальському районі Калузької області Російської Федерації.
Населення становить 267 осіб. Входить до складу муніципального утворення Присілок Людково.

## Історія
Від 2004 року входить до складу муніципального утворення Присілок Людково.

## Населення
| 2002 | 2010 |
| ---- | ---- |
| 301  | ↘267 |